# Улица Маршала Баграмяна (Москва)
У́лица Ма́ршала Баграмя́на — улица, расположенная в Юго-Восточном административном округе города Москвы на территории района Люблино. Нумерация домов начинается от улицы Маршала Кожедуба.

## История
Улица названа в 2003 году в честь Ивана Христофоровича Баграмяна (1897—1982) — Маршала Советского Союза, дважды Героя Советского Союза, командующего армиями и фронтами во время Великой Отечественной войны.

## Расположение
Улица Маршала Баграмяна начинается от Краснодарского проезда, пересекает  улицу Маршала Кожедуба, проходит на юго-восток и упирается в улицу Марьинский Парк. На всём протяжении улица является прямой, без поворотов и изгибов.

## Примечательные здания и сооружения

### по нечётной стороне
- Дом 7 — магазин продуктов «Ассорти».

### по чётной стороне
- Дом 2 — инженерная служба района Люблино; Московский городской центр арендного жилья; диспетчерская районов Люблино и Марьино.
- Дом 4 — зоомагазин «Дед Мазай».

Всего на улице Маршала Баграмяна расположено 9 домов.

## Транспорт
По улице Маршала Баграмяна не проходят маршруты наземного общественного транспорта. Ближайшие остановки:
- «Улица Маршала Баграмяна » по улице Марьинский Парк. Автобусы: 201, 541, 551, 657, с4, с797.

### Метро
- Станция метро Люблино Люблинско-Дмитровской линии — в 1,8 км (в 2,3 км на транспорте) на северо-запад от пересечения с улицей Маршала Кожедуба.